# Interkozmosz–6
Interkozmosz–6 vagy Enyergija–1 szovjet 13KSZ Enyergija típusú asztrofizikai tudományos műhold volt, amelyet a szocialista országok közös Interkozmosz űrprogramjának részeként 1972. április 7-én indítottak. A műhold a kozmikus sugárzás nagy energiájú részecskéinek és a meteoritok tanulmányozására szolgált a világűt Föld közeli térségében. a kutatási programban hat ország, a Szovjetunió, Csehszlovákia, Lengyelország, Magyarország, Mongólia és Románia vett részt. 

## Küldetés
A kujbisevi Progressz vállalatnál kifejlesztett és gyártott 13KSZ Enyergija típusú műhold a Zenyit felderítő műholdon alapul, annak módosított változata. A műhold visszatérő egységében helyezték el a tudományos műszereket. A műhold a Föld környezetét és a légkört kutatta. Az elektromágneses hullámok jelenlétét, hatását vizsgálta a földi légkörben. Vizsgálta a Nap hatását a Föld sarki ionoszférájában, valamint a magnetoszférában. Megfigyelésnek vetették alá a sarki fény kialakulását, intenzitását, hatását a sarki légkörre.
Az első műhold, melynek fedélzetén magyar fejlesztésű műszer kapott helyet. A Központi Fizikai Kutatóintézet (KFKI) Atomenergia Kutatóintézet neutronforrásra alapozott aktivációs analitikai módszerrel működő (kombinált mikro-meteorit-detektor) műszerét a visszatérő műholdon felbocsátott, műanyagfólia szerkezetű csapdákkal – (Tánya) begyűjtő – mikro-meteoriteket vizsgálták. A román űrkutatók egy kozmikus sugárzás-detektort szerelhettek fel műszerükként.

## Jellemzői
1972. április 7-én a Bajkonuri űrrepülőtér indítóállomásról egy továbbfejlesztett kétfokozatú Voszhod (11A57) típusú hordozórakétával juttatták Föld körüli, közeli körpályára. A műhold több manővert hajtott végre.

### Pályaelemei
- első pályaelem 89.84 perces, 51.82 fokos hajlásszögű, elliptikus pálya perigeuma 198 kilométer, apogeuma 335 kilométer,
- második pályaelem 89.06 perces, 51.79 fokos hajlásszögű, elliptikus pálya perigeuma 198 kilométer, apogeuma 257 kilométer volt
- harmadik pályaelem 89 perces, 51.78 fokos hajlásszögű, elliptikus pálya perigeuma 204 kilométer, apogeuma 246 kilométer volt
- negyedik pályaelem 88.92 perces, 51.76 fokos hajlásszögű, elliptikus pálya perigeuma 200 kilométer, apogeuma 242 kilométer volt

Energiaellátását akkumulátorok biztosították. Az űrkabin súlya 5 886 kilogramm, műszereinek hasznos tömege 1 070 kilogramm. Aktív szolgálati idejét 1972. április 11-én 4 nap után fejezte be, a Föld légkörébe érve elégett.

## Külső hivatkozások
- Interkozmosz–6. hso.hu. (Hozzáférés: 2012. február 14.)
- Interkozmosz–6. skyrocket.de. (Hozzáférés: 2012. február 14.)
- Interkozmosz–6. lib.cas.cz. (Hozzáférés: 2012. február 15.)

| Elődje: Interkozmosz–5 | Interkozmosz sorozat 1969–1994 | Utódja: Interkozmosz–7 |